# 1955-ös jégkorong-világbajnokság
Az 1955-ös jégkorong-világbajnokság a 22. világbajnokság volt, amelyet a Nemzetközi Jégkorongszövetség szervezett. A vb-n a csapatok két szinten vettek részt.

## A csoport
1–9. helyezettek
- Kanada – Világbajnok
- Szovjetunió
- Csehszlovákia
- Egyesült Államok
- Svédország
- NSZK
- Lengyelország
- Svájc
- Finnország

## B csoport
10–14. helyezettek
- Olaszország
- Ausztria
- Hollandia
- Jugoszlávia
- Belgium